# Nikołaj Smolnikow
Nikołaj Fiodorowicz Smolnikow, ros. Николай Фёдорович Смольников (ur. 10 marca 1949 w Baku, Azerbejdżańska SRR) – rosyjski piłkarz, grający na pozycji napastnika, reprezentant Związku Radzieckiego, trener piłkarski.

## Kariera piłkarska

### Kariera klubowa
W 1967 rozpoczął karierę piłkarską w klubie Nieftiannik Baku, w którym występował przez 13 lat. W 1980 bronił barw Daugavy Ryga. W 1981 roku przeszedł do Xəzəru Lenkoran, w którym zakończył karierę piłkarską.

### Kariera reprezentacyjna
3 marca 1968 debiutował w reprezentacji Związku Radzieckiego w spotkaniu towarzyskim z Meksykem zremisowanym 0:0. Łącznie rozegrał 3 mecze.
W 1968 był powołany na turniej finałowy Mistrzostw Europy we Włoszech, ale pozostał na ławce rezerwowych.

## Kariera trenerska
Po zakończeniu kariery piłkarskiej rozpoczął pracę trenerską. W 1983 prowadził Xəzər Lenkoran. Na początku XXI wieku przeniósł się na stałe do Kołomny, gdzie od 2002 trenuje dzieci w Szkole Piłkarskiej Fortuna Niepiecino.

## Sukcesy i odznaczenia

### Sukcesy reprezentacyjne
- uczestnik Mistrzostw Europy: 1968

### Odznaczenia
- tytuł Mistrza Sportu